# Stormbringer (jeu de rôle)
Pour les articles homonymes, voir Stormbringer.
Stormbringer est un jeu de rôle publié par Chaosium et écrit par Ken St. Andre, également créateur de Tunnels et Trolls. La première édition originale date de 1981 et la première traduction française date de 1987.
Fondé sur Le Cycle d'Elric, la première saga de fantasy de Michael Moorcock, Stormbringer propose aux joueurs un style de jeu moins manichéen que d'autres jeux contemporains et surtout un univers imaginaire loin des poncifs du genre fantasy largement diffusé par Tolkien et Howard.

## Univers

### Résumé de la saga
Le héros de la saga, Elric, est l'empereur d'une race en déclin, les Melnibonéens, une race d'humanoïdes supérieurs qui régnèrent autrefois sur le monde des Jeunes Royaumes. Sa faible constitution lui imposera de consommer des potions revitalisantes jusqu'à ce qu'il trouve un artefact extraordinairement puissant, l'épée Stormbringer, la buveuse d'âmes. Depuis lors, la vie d'Elric ne sera qu'une lutte perpétuelle pour se soustraire au contrôle qu'exerce sur lui son épée. 
Le peuple des Melnibonéens tombera dans la déchéance après sa défaite contre les sorciers de Pan-Tang, un peuple humain ambitieux. Devenu mercenaire, à la tête des survivants de son peuple, Elric sillonnera les Jeunes Royaumes en quête de son destin, mais essayant de s'y soustraire.

### Le Champion éternel
La toile de fond des romans de Moorcock est la lutte qu'entretiennent des puissances abstraites et universelles.
- Le Chaos est la force de la création, de l'instabilité et de la vitalité, mais aussi de la corruption et de la magie. Le Chaos symbolise la créativité mais aussi la sauvagerie, la barbarie et la dépravation.
- La Loi est le principe de la stabilité, de l'entropie et de l'ordre naturel, mais symbolise aussi la stagnation. La Loi incarne malgré tout la civilisation et le progrès dans l'esprit de la plupart des habitants des Jeunes Royaumes.
- La Balance représente l'équilibre entre les deux tendances.

Ces trois puissances sont à l'œuvre dans le Multivers, un ensemble de mondes parallèles, les plans, entre lesquels existent des portes. Sur chaque plan, Loi et Chaos s'affrontent. Bien souvent, ce conflit n'a ni vainqueur, ni vaincu, Loi et Chaos restant soumis à l'équilibre mais il arrive que la lutte soit inégale. Alors intervient la Balance cosmique qui permet à un habitant du plan de devenir l'incarnation du Champion Éternel, chargé de rétablir l'équilibre Loi-Chaos. Elric est l'incarnation du Champion Éternel dans le plan des Jeunes Royaumes, chargé, malgré lui, de combattre les forces de Pan-Tang affiliées au Chaos aux côtés des représentants de la Loi, les souverains des Jeunes Royaumes.

## Système de jeu

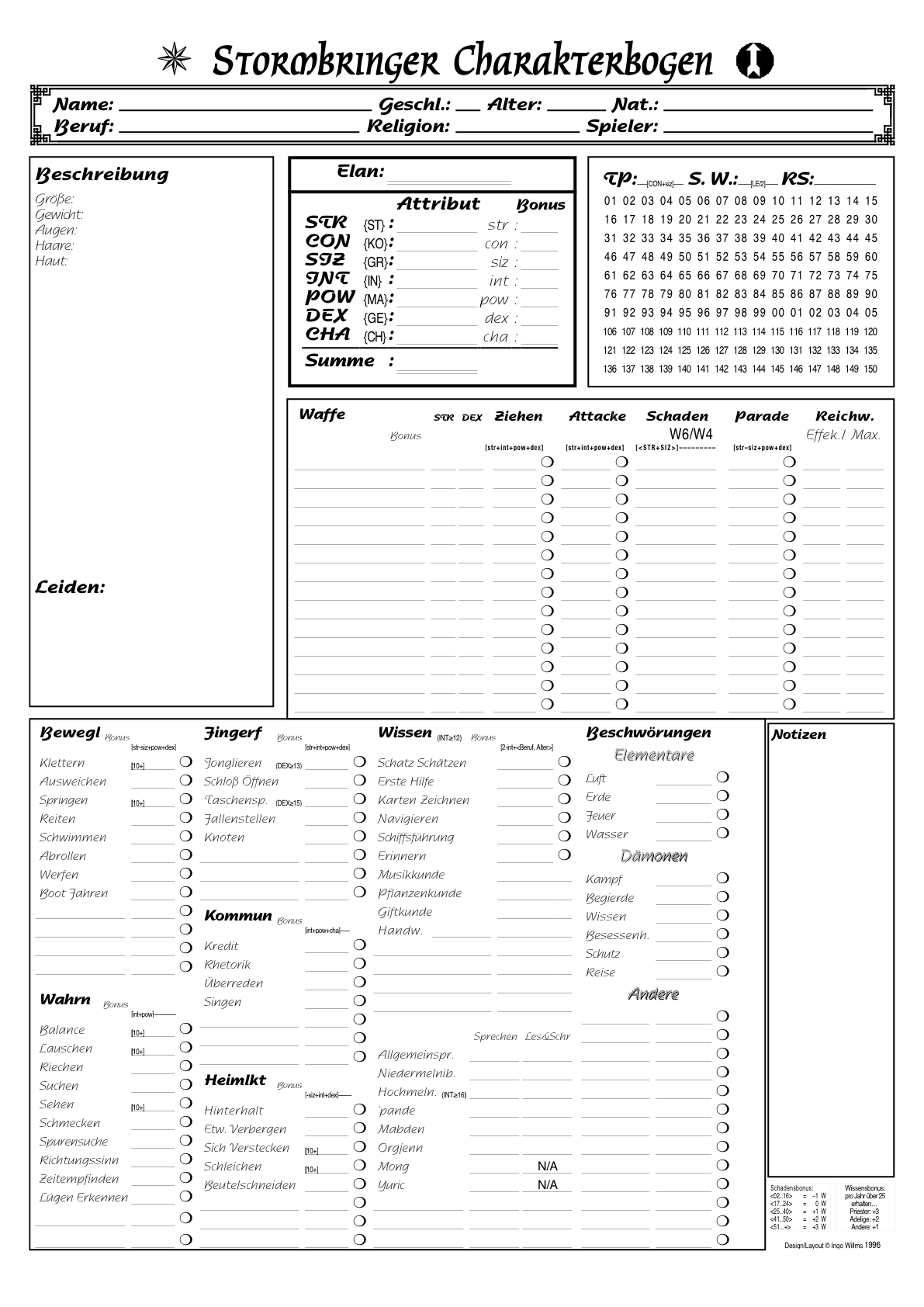
Feuille de personnage, en allemand, décrivant les caractéristiques d'un personnage joueur évoluant par le jeu de rôle Stormbringer dans l'univers d'Elric le nécromancien.

Stormbringer utilise une version simplifiée du système de règles de RuneQuest pour la création des personnages et la résolution des actions (jets de pourcentage).
Pour respecter le style des romans, les règles de pouvoirs magiques sont fondées sur l'invocation et le contrôle de créatures surnaturelles (élémentaires ou démons) qui proviennent d'autres plans. À l'époque, ce système était une « révolution » comparé aux systèmes de magie classique comme AD&D ou Rolemaster. En effet le sorcier ne possède pas de liste de sorts mais des capacités d'invocation. Par exemple, il ne lance pas une boule de feu mais invoque et contrôle un élémentaire du feu pour qu'il crache un jet de flammes…
De même, les objets magiques sont en fait des démons liés à ces objets, exactement comme l'épée Stormbringer. Ainsi une armure magique est une armure normale dans laquelle le sorcier a lié un démon de protection. L'invocation et le contrôle de créatures puissantes est dangereux, donnant un aspect unique à la magie de ce jeu.
Les combats sont simplifiés par rapport à RuneQuest, plus rapides mais toujours dangereux pour les personnages, avec un redoutable système de blessures critiques.
Il en ressort un jeu aux règles simples, originales et facilement assimilables mais qui peut contribuer à promouvoir les personnages très puissants au détriment des autres, car il n'y a pas de règle artificielle pour équilibrer les personnages et certains paramètres sont déterminés par le hasard (ou le Chaos…).

## Historique
En 1981, parution de la première édition originale de Ken St. Andre et Steve Perrin (Chaosium).
En 1985, puis en 1987, paraissent respectivement les 2de et 3e éditions du jeu.
En 1987, parution de la première traduction française (Oriflam).
En 1990, parution de la 4e édition du jeu.
En 2001, Chaosium publie une 5e édition qui est en réalité une nouvelle édition du jeu Elric!, utilisant un système de magie basé sur des sorts mineurs.
En 2007, l'éditeur Mongoose Publishing sort Elric of Melniboné, un nouveau jeu exploitant l'univers des Jeunes Royaumes et prenant comme système la version de RuneQuest publiée par cet éditeur. Il revient à une magie à base d'invocations d'élémentaires et de démons dans son livre de base, une magie à base de sorts (des « runes ») étant introduite par la suite. Une seconde édition est publiée en 2010, sous la forme d'un supplément à RuneQuest II, cinquième édition du jeu.
En 2012, le Département des Sombres Projets édite Mournblade un jeu de rôle basé sur les Jeunes Royaumes et utilisant le CYD System (Chose Your Dice System) de Wasteland, les Terres Gâchées.

## Influence
Stormbringer a directement inspiré le jeu de rôle Bloodlust.